# Jugo prensado en frío

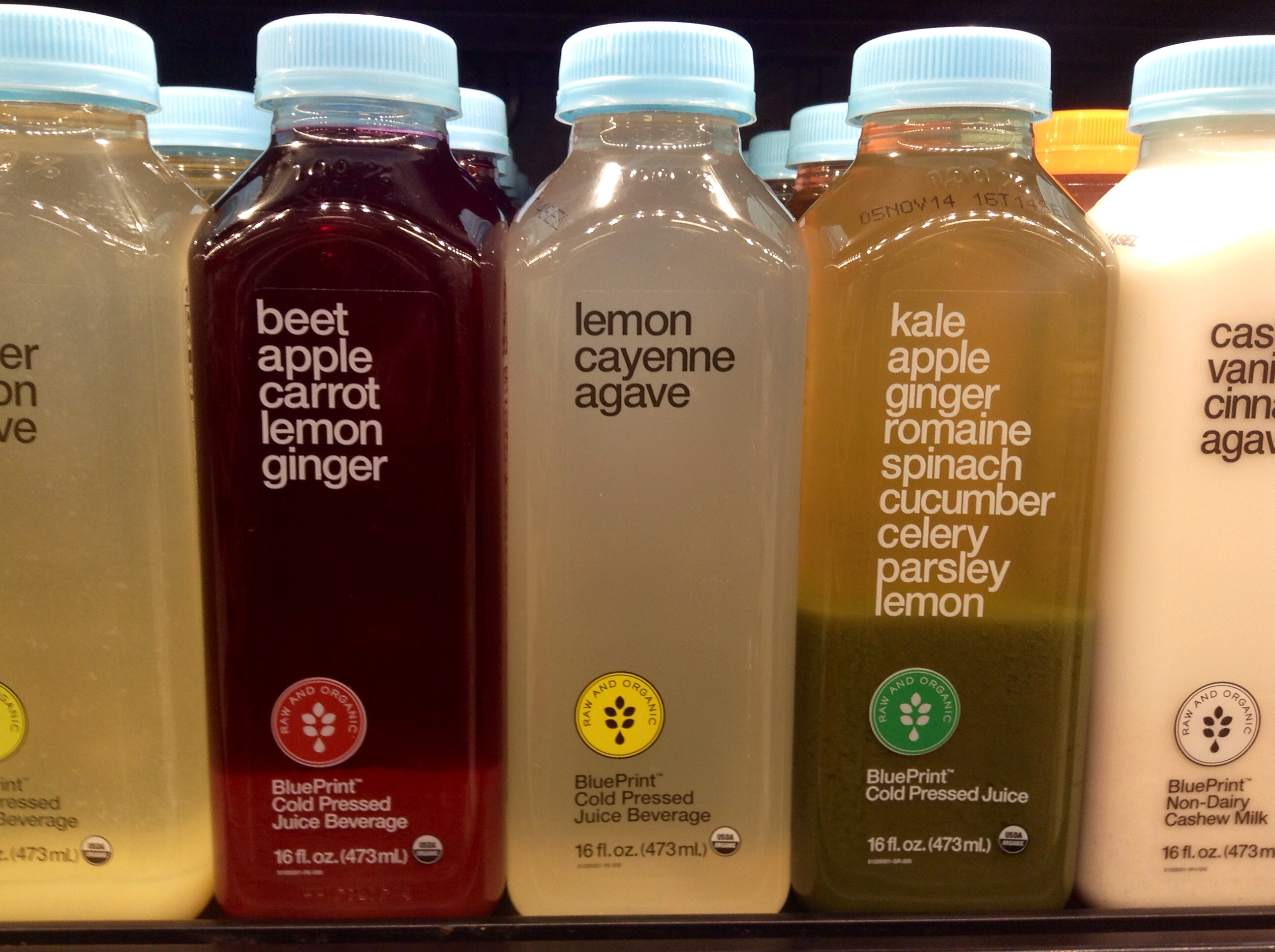
Zumos prensado en frío

El jugo prensado en frío o zumo prensado en frío es el que se extrae de la fruta y los vegetales mediante una prensa hidráulica, en contraposición a otros métodos como el de centrífugación o barrena simple. El proceso de HPP deja el zumo para que pueda ser almacenado durante para aproximadamente 30 días. Este tipo de zumo ha existido durante décadas, pero ganó popularidad pública desde 2013 hasta la actualidad. En general, se advierte que estos zumos son más caros que otros tipos de zumos. Se ha informado que una botella de 453 gramos podría costar $10 o de 340 g  $12. Los proponentes del zumo prensado en frío reclaman que este tipo de zumo sabe más fresco y contiene más nutrientes que los zumos pasteurizados, aun así  hay poca evidencia que apoye estas ideas.